# Anni Swan-medaljen
Anni Swan-medaljen (finska: Anni Swan -mitali) är ett finländskt litteraturpris för barn- och ungdomslitteratur. Sedan 1961 utdelas det vart tredje år av IBBY:s finländska sektion. Priset, uppkallat efter den finska författaren Anni Swan, är i form av en silvermedalj formgiven av skulptören Wäinö Aaltonen.

## Pristagare
- 1961 – Merja Otava för Priska (1959)
- 1962 – Tove Jansson för Det osynliga barnet (1961)
- 1967 – Esteri Vuorinen för Köydenvetäjät (1964), Martin sarviherra (1965) och Lentojuna (1966)
- 1970 – Oili Tanninen för Hippu (1967), Robotti Romulus (1968) och  Nunnu putoaa (1969)
- 1973 – Margareta Keskitalo för Liukuhihnaballadi (1971)
- 1976 – Hannu Mäkelä för Herra Huu (1973), Herra Huu saa naapurin (1974) och  Herra Huu muuttaa (1975)
- 1979 – Leena Krohn för I människokläder: en stadsberättelse (1976)
- 1982 – Anna-Liisa Haakana för Ykä yksinäinen (1980)
- 1985 – Kaarina Helakisa för Pikku Joonas (1984)
- 1988 – Eeva Tikka för Virranhaltijan salaisuus (1987)
- 1991 – Hannele Huovi för Vladimirin kirja (1988)
- 1994 – Tuula Kallioniemi för Järvihirviö (1990)
- 1997 – Asko Martinheimo för Isojalkainen poika (1996)
- 2000 – Jukka Parkkinen för Suvi Kinos ja elämän eväät (2000)
- 2003 – Sinikka Nopola och Tiina Nopola för Heinähattu, Vilttitossu ja Rubensin veljekset (2001)
- 2006 – Jukka Itkonen för Koipihumpppa. Runoja lapsille (2005)
- 2009 – Marja-Leena Tiainen för Alex ja pelon aika (2006), Alex, Aisha ja Sam (2007) och Alex, Aisha ja toivon aika (2008)
- 2012 – Raili Mikkanen för Suomen lasten linnakirja (2011)
- 2015 – Vilja-Tuulia Huotarinen för Kimmel (2014)